# 마흐무드 다르위시

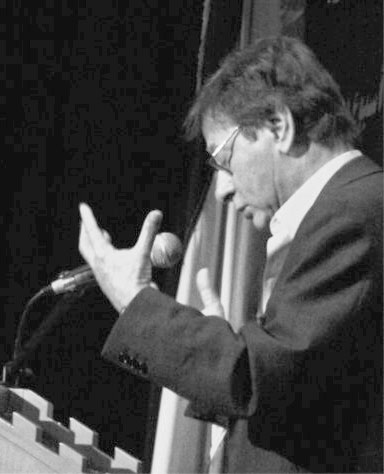
2006년 모습

마흐무드 다르위시(Mahmoud Darwish, 아랍어: مَحمُود دَرْوِيْし, 로마자 표기: Maḥmūd Darwīsh, 1941년 3월 13일 ~ 2008년 8월 9일)는 팔레스타인인 시인이자 작가로 팔레스타인의 민족 시인으로 여겨진다. 그의 작품으로 수많은 상을 받았다. 다르위시는 팔레스타인을 에덴의 상실, 탄생과 부활, 박탈과 추방의 고통에 대한 은유로 사용했다. 그는 "시를 행동으로 옮기는 행동가이자 이슬람 정치 시인의 전통"을 구현하고 반영하는 것으로 묘사되었다. 그는 또한 팔레스타인의 여러 문학 잡지에서 편집자로 일했다.